# Temuera Morrison
Pour les articles homonymes, voir Morrison.
Temuera Morrison est un acteur néo-zélando-américain, né le 26 décembre 1960 à Rotorua dans l'Île du Nord (Nouvelle-Zélande).
Il a reçu un succès critique après avoir interprété Jake Heke dans le film L'Âme des guerriers (1994) et sa suite What Becomes of the Broken Hearted? (en) (1999).
Il connait une forte popularité mondiale après avoir interprété le chasseur de primes Jango Fett ainsi que les soldats clones dans les deux derniers volets de la prélogie Star Wars (2002-2005). Il reprend le rôle de Jango Fett dans le jeu Bounty Hunter (2002) ainsi que celui du soldat clone Delta 38, dit « Boss », dans le jeu Republic Commando (2005). Pour la ressortie de L'Empire contre-attaque (1980) en 2004, il double les scènes de Boba Fett, interprété à l'époque par Jason Wingreen, avant de l'interpréter physiquement dans un premier temps en tant que personnage secondaire dans la série The Mandalorian (2020), puis dans sa propre série The Book of Boba Fett (2021-). 
Il prête sa voix au Chef Tui dans le film d'animation Moana en 2016 et interprète le père d'Arthur Curry / Aquaman dans l'univers cinématographique DC depuis le film Aquaman sorti en 2018.

## Biographie

### Jeunesse
Originaire de Rotorua (Nouvelle-Zélande), Morrison à des origines maories, anglaises et écossaises. Du côté de son ascendance maorie, il est issu des iwi (tribus maories) Te Arawa et Ngati Maniapoto.

### Carrière
Il tourne son premier rôle à douze ans dans Rangi’s catch, une production de la UK Children’s Film Foundation. Il remporte une citation au New Zealand Film Award du meilleur rôle secondaire pour son premier film : The Other Halves de John Laing, en 1986, et une citation au titre de meilleur acteur pour Never Say Die de Geoff Murphy. Suivent notamment : Grasscutter, produit en Nouvelle-Zélande par la Central TV britannique, un rôle secondaire dans le film Mauri de Merata Mita et le rôle vedette du sympathique Dr Ropata dans la populaire série néo-zélandaise Shortland Street.
Temuera Morrison fait son entrée sur la scène internationale avec L'Âme des guerriers (Once Were Warriors,1994) de Lee Tamahori, qui lui vaut le New Zealand Award du meilleur acteur. Il s'illustré dans L'Île du docteur Moreau (The Island of Dr Moreau, 1996 de John Frankenheimer, Barb Wire (1996) de David Hogan, en 1997. Il joue dans Speed 2 : Cap sur le danger de Jan de Bont, avec Sandra Bullock, Six jours, sept nuits (1998) d’Ivan Reitman, avec Harrison Ford, Vertical Limit (2000) de Martin Campbell, What Becomes of Broken Hearted ? de Ian Mune, où il reprenait son personnage de L'Âme des guerriers.
En outre, il travaille en tant que conseiller Maori sur La Leçon de piano de Jane Campion. 
En 2002, il joue le rôle du chasseur de primes Jango Fett ainsi que ses nombreux soldats clones dans Star Wars, épisode II : L'Attaque des clones, deuxième volet de la deuxième trilogie de l'univers Star Wars. Il reprend le personnage de Jango Fett la même année dans son propre jeu, Star Wars: Bounty Hunter.
Pour la ressortie en 2004 du film Star Wars, épisode V : L'Empire contre-attaque, Morrison donne voix au personnage de Boba Fett, remplaçant ainsi le comédien de l'époque Jason Wingreen.
En 2005, il reprend le rôle des soldats clones dans Star Wars, épisode III : La Revanche des Sith. La même année, il prête sa voix au soldat clone jouable Delta 38 dit « Boss » dans le jeu vidéo Star Wars: Republic Commando. Hors Star Wars il joue dans River Queen (en) de Vincent Ward. 
En 2009, il joue aux côtés du catcheur de la WWE Ted DiBiase Jr dans le film The Marine 2, où il interprète Damo, un rebelle.
En 2018, l'acteur apparait dans le film Aquaman de James Wan, sixième film de l'univers cinématographique DC qui comprend notamment les films Man of Steel (2013), Batman v Superman : L'Aube de la justice (2016) ou encore Wonder Woman (2017). Il y joue Thomas Curry, le père de Jason Momoa qui tient le rôle titre.
En 2020, il est annoncé de retour devant la caméra dans la franchise Star Wars. Ainsi, l'acteur participe à la deuxième saison de la série The Mandalorian, dans laquelle il joue pour la première fois en chair et en os le rôle du chasseur de primes Boba Fett. La scène post-générique de la saison annonce la série Le Livre de Boba Fett, avec Morrison dans le rôle principal. La série est lancée le 29 décembre 2021 sur la plateforme Disney +. Entre-temps, il double pour la version anglophone le personnage de Boba Fett dans l'épisode Tatooine Rhapsody de la série d'animation Star Wars: Visions.
En 2022, il prête brièvement ses traits à un soldat clone vétéran dans le deuxième épisode de la mini-série Obi-Wan Kenobi.
En 2023, il reprend son rôle de Thomas Curry dans le film The Flash. Du côté de la franchise Star Wars, il reprend le rôle de plusieurs soldats clones dans le quatrième épisode de la troisième saison de The Mandalorian en plus de reprendre le rôle de Boba Fett dans le jeu vidéo Star Wars Jedi: Survivor,. Il tient également le rôle du capitaine Rex dans la série Ahsoka diffusée la même année.

### Projets
L'acteur est annoncé reprendre son rôle de Thomas Curry dans le film Aquaman and the Lost Kingdom prévu courant 2023.
En octobre 2022, l'acteur est annoncé dans la mini-série historique d'Apple + Chief of War, qui marque ses retrouvailles à l'écran avec Jason Momoa qui est également cocréateur de la série.

## Filmographie

### Au cinéma

#### Longs métrages
- 1972 : Rangi's Catch : Rangi
- 1984 : Other Halves : Tony
- 1988 : Mauri : Young Cop
- 1988 : Morts en Sursis (Never Say Die) : Alf Winters
- 1990 : The Grasscutter : Det. Sgt. Harris
- 1994 : L'Âme des guerriers (Once Were Warriors) : Jake Heke
- 1996 : Little White Lies : Tim
- 1996 : Whipping Boy : Jack
- 1996 : Barb Wire : Axel Hood
- 1996 : L'Île du docteur Moreau (The Island of Dr. Moreau) : Azazello
- 1996 : Broken English : Manu
- 1997 : Speed 2 : Cap sur le danger (Speed 2: Cruise Control) : Juliano
- 1998 : Six jours, sept nuits (Six Days Seven Nights) : Jager
- 1999 : L'Âme des guerriers II (What Becomes of the Broken Hearted?)  Jake Heke
- 2000 : Une nuit en enfer 3 : La Fille du bourreau (From Dusk Till Dawn 3: The Hangman's Daughter) (vidéo) : The Hangman
- 2000 : Vertical Limit : Major Rasul
- 2001 : Crooked Earth : Will Bastion
- 2002 : Star Wars, épisode II : L'Attaque des clones (Star Wars: Episode II - Attack of the Clones) : Jango Fett et les soldats clones
- 2004 : The Beautiful Country : Snakehead
- 2004 : Blueberry, l'expérience secrète (Blueberry) : Runi
- 2004 : Star Wars, épisode V : L'Empire contre-attaque (2004 DVD édition) Boba Fett (voix)
- 2005 : Star Wars, épisode III : La Revanche des Sith (Star Wars: Episode III - Revenge of the Sith) : Commandant Cody / Odd Ball/ Jag
- 2005 : River Queen (en) : Te Kai Po
- 2009 : The Marine 2 : Damo
- 2009 : Thérapie de couples (Couples Retreat) : Briggs
- 2011 : Green Lantern : Abin Sur
- 2011 : Tracker : Kereama
- 2012 : Le Roi Scorpion 3 : L'Œil des dieux (The Scorpion King 3: Battle for Redemption)  : le roi Ramusan
- 2012 :  Fresh Meat (en) : le chef de famille
- 2013 : Mt. Zion (en) : Papa
- 2013 : Mahana (en) : Tamihana Mahana
- 2016 : Osiris, la 9ème planète (Science Fiction Volume One: The Osiris Child) : Warden Mourdain
- 2016 : Vaiana (Moana) : Chef Tui Waialiki (animation)
- 2018 : Aquaman : Thomas Curry
- 2018 : Invaders (Occupation) de Luke Sparke : Peter Bartlett
- 2019 : Dora et la Cité perdue : Powell
- 2019 : The Brighton Miracle (en)de Max Mannix : Eddie Jones
- 2019 : Mosley (en) de Kirby Atkins : Warfield (animation)
- 2020 : Occupation: Rainfall (en) de Luke Sparke : Peter Bartlett
- 2023 : The Flash d'Andrés Muschietti : Thomas Curry
- 2023 : Aquaman et le Royaume perdu de James Wan : Thomas Curry

### À la télévision

#### Téléfilms
- 2000 : Ihaka: Blunt Instrument Tito Ihaka
- 2009 : Le Voyage fantastique du capitaine Drake (The Immortal Voyage of Captain Drake) : Don Sandovate

#### Séries télévisées
- 1987 : Gloss : Sean
- 1987 : Adventurer : Maru
- 1992 : Shortland Street :  Dr Hone Ropata
- 2002 : Mataku  : Host
- 2010 : Spartacus : Les Dieux de l'arène : Ulpius (Doctore) (épisodes 1 et 2)
- 2015 : Tatau : Anaru Vaipiti
- 2018 : Frontier : Te Rangi (saison 3, 4 épisodes)
- 2020 et 2023 : The Mandalorian : Boba Fett (4 épisodes) et les soldats clones (1 épisode)
- 2021 : Le Livre de Boba Fett : Boba Fett
- 2021 : Star Wars: Visions : Boba Fett (animation, doublage version anglophone - épisode Tatooine Rhapsody)
- 2022 : Obi-Wan Kenobi : un soldat clone vétéran (épisode 2)
- 2022 : My Life Is Murder : Frankie Jones (saison 3, épisode 4)
- depuis 2022 : Écho 3 : Roy Lennon, ex-SAS de Nouvelle Zélande (3 épisodes - en cours)
- 2023 : Ahsoka : Rex (épisode 5)
- 2025 : Chief of War : le chef Kahekili

### Jeux vidéo
- 2002 : Star Wars: Bounty Hunter : Jango Fett
- 2005 : Star Wars: Republic Commando : Delta 38 dit « Boss », le leader de Delta Squad
- 2005 : Star Wars: Battlefront II : Jango Fett et Boba Fett
- 2006 : Star Wars: Empire at War : Boba Fett
- 2015 : Star Wars Battlefront : Boba Fett
- 2017 : Star Wars Battlefront II : Boba Fett
- 2023 : Star Wars Jedi: Survivor : Boba Fett

## Voix francophones
En version française, Bruno Dubernat est la voix régulière de Temuera Morrison entre 2002 et 2022. Il le double dans la franchise Star Wars, ainsi que dans les films Six jours, sept nuits, Aquaman et Dora et la Cité perdue avant son décès le 30 mars 2022. À noter que dans Star Wars, épisode II : L'Attaque des clones, Temuera Morrison est parfois doublé par Adrien Antoine lorsqu'il joue un clone. 
Dans la série Obi-Wan Kenobi sortie en mai 2022, Serge Biavan prête sa voix à l'acteur et le retrouve dans The Flash en 2023.
À titre exceptionnel, il est doublé par Boris Rehlinger dans Barb Wire, Joël Zaffarano dans Speed 2 : Cap sur le danger, Guy Theunissen dans Une nuit en enfer 3 : La Fille du bourreau, Omar Yami dans Vertical Limit, Yann Guillemot dans Thérapie de couples ou encore Sylvain Lemarié dans Green Lantern. 
En version québécoise, Manuel Tadros le double à deux reprises dans Six jours, sept nuits, Aquaman tandis qu'à titre exceptionnel, Marc Bellier le double dans Ça va Clencher, Sylvain Massé dans Star Wars, épisode II : L'Attaque des clones, Stéphane Rivard dans Le fusilier marin 2 et  Patrick Chouinard dans Dora et la Cité d'or perdue.